# Isola (Francia)
Isola è un comune francese di 770 abitanti situato nel dipartimento delle Alpi Marittime nella regione della Provenza-Alpi-Costa Azzurra.

## Storia
Il territorio fu compreso nella Contea di Nizza e quindi del Regno di Sardegna fino al 1860, poi parte del comune fu ceduto alla Francia, tranne l'alta Val di Ciastiglione che passò alla provincia di Cuneo sotto il comune di Vinadio. Nel 1947 a causa del trattato di Parigi anche questa parte - dove nel 1971 sarebbe iniziata la costruzione della stazione sciistica di Isola 2000 - fu ceduta alla Francia. 

## Società

### Evoluzione demografica
Abitanti censiti

### Lingue e dialetti
A Isola si parla una varietà della lingua occitana ascrivibile al gruppo vivaro-alpino: in tale lingua, il nome della città è Lieusola (secondo la norma classica), pron. [ljewˈzulɔ].

## Luoghi d'interesse
Il comune è conosciuto soprattutto per la stazione sciistica di Isola 2000.

## Amministrazione

### Gemellaggi
- Castiglione di Garfagnana, dal 2010
- Vinadio (Cuneo) dal 2015 (comune confinante con il quale condivide usanze e lingua occitana)